# 全国建設研修センター
一般財団法人 全国建設研修センター（ぜんこくけんせつけんしゅうセンター）は、建設関連12分野90数コースの研修を開催のほか、土木施工管理技士試験、管工事施工管理技士試験、造園施工管理技士試験、土地区画整理士試験、監理技術者講習などを実施する団体。以前は国土交通省所管の財団法人であったが、公益法人制度改革に伴い一般財団法人へ移行した。

## 概要
- 設立：1962年（昭和37年）[1]
- 所在地：東京都小平市喜平町2丁目1番2号[2]
- 理事長：赤川淳哉[1]

## 事業
- 研修局
  - 都市、建築、土木、道路、橋梁、河川、用地・土地、土質･土壌、防災、トンネル、環境、マネジメントなど建設関連90数コースの研修を実施（対象は地方自治体等の公的機関、民間企業等）

　　本部建物には寮もあり、全国から参加者が集まり概ね3日～5日程度の泊り込みの研修が実施される。
- 事業推進室
  - 講習部：監理技術者講習

- 試験業務局
  - 土木試験部：土木施工管理技士試験
  - 管工事試験部：管工事施工管理技士試験
  - 造園・区画整理試験部：造園施工管理技士、土地区画整理士試験